# Децилин
«Децилин» (Т-10) — углеводород общей формулой C10H16, применяемый как высококалорийное синтетическое авиационное топливо, компонент жидкого ракетного топлива и растворитель. Было создано для короткоресурсного двухконтурного турбореактивного двигателя Р95-300 (также известного как «изделие 95»), в свою очередь разработанного для крылатой ракеты большой дальности Х-55, отличается высокой текучестью, токсично.
Получается путём нефтехимического синтеза полициклических циклоалканов, предшественником при синтезе является дициклопентадиен.
Химический состав советских/российских синтетических горючих не опубликован в открытой печати.